# 步練師
步夫人（2世紀—238年），名練師，臨淮郡淮阴县（今江蘇省淮安市）人，與丞相步騭同族，是全公主和朱公主的生母。死後被追贈為皇后。

## 生平
東漢末年，步氏隨母親遷居廬江（郡治皖县今安徽省潛山縣）。
建安四年十二月（200年年初），廬江被孫策攻破，步氏母女來到江東。她因容貌美丽得幸於孫權，于嫡妻徐夫人被废前後（211年）获得盛宠。
孫權在废黜徐夫人以后就未再立繼妻，过了十餘年，在稱帝以後曾想立步夫人為皇后，但是許多大臣认为应立皇太子孫登養母徐夫人，孫權最终没有立两人中的一个。后来徐夫人病死，步夫人生前位分也止于夫人。
赤烏元年（238年），步夫人逝世，2月被追贈為皇后。不过诏书则指其配享于皇太后（武烈皇后）而不是孙权本人，又葬於蔣陵旁的步夫人墩。。

## 人物
- 步夫人不愛嫉妒，還經常推薦別的女人給孫權，孫權因其大度，才對她盛宠不衰[8]。
- 皇宮裡的人、都把步夫人當成皇后，親戚在上疏時也都稱她為中宮[9]。孙权稱帝以後曾想立步夫人為皇后，但遭反對，所以一直未有確切的立后之意，胡综曾做《请立诸王表》，对于孙权不立皇后，不给与皇子王爵，女儿封邑表示失望。
- 步夫人和皇太子孫登关系一般，步氏和徐氏曾有赏赐给到孙登，孙登对徐氏所赐衣物沐浴服之，而步氏所给仅仅只是接受罢了。孫登更直接向其父主张立徐氏为后[10]。

## 家庭

### 丈夫
- 孙权，字仲谋，孙吴开国皇帝

### 子女
- 女
  - 孫魯班，字大虎，嫁給周瑜子周循為妻，後改嫁全琮，被稱為全公主。
  - 孫魯育，字小虎，嫁給朱據為妻，後改嫁劉纂，被稱為朱公主。

### 親族
- 同族
  - 步騭，字子山，吳國重臣，官至驃騎將軍、丞相，封臨湘侯。
    - 步協，步騭长子，官至撫軍將軍，嗣封臨湘侯。
      - 步璣，步協子，嗣封臨湘侯，後隨步闡降晉，遭陆抗讨伐，夷三族。
      - 步璇，步協子，後隨步闡降晉，作为人质到洛阳任职，得以幸存。

    - 步闡，字仲思，步騭次子，官任西陵督，加建武將軍，功封西陵亭侯，後降晉，遭陆抗讨伐，夷三族。

## 藝術形象

### 遊戲
- 真·三國無雙系列/無雙OROCHI系列（光榮公司開發，神田朱未配音）

## 外部連結
- 《三國志•吳書•吳主權步夫人傳 （页面存档备份，存于）》

## 延伸阅读
[在维基数据编辑]
 《三國志/卷50》，出自陳壽《三國志》